# Paraminota lauribina
Paraminota lauribina là một loài bọ cánh cứng trong họ Chrysomelidae. Loài này được Konstantinov miêu tả khoa học năm 2002.